# Anatoli Nazarenko
Anatoli Nazarenko (n. 19 decembrie 1948, Almaty, RSS Kazahă, URSS) este un luptător ce a reprezentat Uniunea Republicilor Sovietice Socialiste, medaliat olimpic. A participat la o ediție a Jocurilor Olimpice (1972) în care a câștigat o medalie de argint.